# Pițigoi azuriu
Pițigoiul azuriu (Cyanistes cyanus, sin. Parus cyanus) este o pasăre mică predominant sedentară din familia paridelor, care cuibărește în partea sud-centrală a Bielorusiei și vestul și centrul Rusiei europene, spre est până în nord-estul Chinei și Orientul Îndepărtat al Rusiei. Trăiește în pădurile de foioase și mixte din câmpie, în pădurile din mlaștini, în desișurile riverane de salcie, dar și în copacii din livezi și de la marginile mlaștinilor. Cuibărește și în pădurile montane de foioase și mixte, până la 2500 m în Tian-Șan. Este în general o specie sedentară, dar populațiile montane coboară la înălțimi mai joase toamna și iarna. Periodic au loc invazii spre vest a populațiilor. Cea mai mare invazie a avut loc la sfârșitul anilor 1880, când au fost colonizate unele regiuni din Rusia Europeană, invazii mai mici au avut loc în 1961-1979. Apare accidental în timpul vagabondajului în cea mai mare parte a Europei de Est, din Estonia spre sud până în Ucraina, de asemenea și în unele țări din vestul Europei. În România Dombrowski a observat la 20 octombrie 1899 un exemplar lângă Comana, județul Vlașca (acum județul Giurgiu), dela mică distanță, dar nu l-a putut colecta. Este un pițigoi de mărime mijlocie. Are o lungime de 13-14 cm și o greutate de 10,6-16 g. Sexele sunt asemănătoare. Capul este alb, o dungă îngustă neagră se întinde de la baza mandibulei superioare peste ochi și se unește apoi cu o dungă lată negru-albăstruie de pe ceafă care coboară în jos pe laturile gâtului. Partea inferioară a cefei și mantaua superioară sunt albe, restul părților superioare sunt cenușiu-albăstrui.  Aripile și coadă albastru-închise. Rectricele centrale ale cozii albastru-închise cu vârfuri albe, rectricele laterale sunt în cea mai mare parte albe. Tectricele supraalare cu vârfuri albe. Vârfurile albe ale tectricelor supraalare mari formează o dungă lată transversală albă pe aripă. Bărbia, partea inferioară a gâtului și părțile inferioare albe, cu excepția unei linii negricioase scurte și înguste din centrul abdomenului. În sezonul de reproducere (primăvara și vara) se hrănește cu nevertebrate mici  și larvele lor, mai ales cu insecte; toamna și iarna se hrănește și cu diferite semințe și fructe. Este o specie monogamă Cuibul este construit de femelă din iarbă uscată, mușchi, puf de plante, păr de animale și lână; el este amplasat la 2-4 m de la pământ în scorbura unui copac. Ponta constă din 7-11 ouă. Incubația este asigurată de către femelă și durează 13-14 zile. Puii sunt hrăniți de ambii părinți, ei părăsesc cuibului la circa 16 zile de la eclozare.

## Denumiri
Denumirea latină Parus cyanus a acestei specii, provine din cuvintele latine parus = pițigoi + cyanus (din cuvântul grec kuanos) = albastru-închis, azuriu, iar cea de Cyanistes de la cuvântul grec kuanos = albastru-închis.
În limba română această specie se numește pițigoi azuriu.

## Taxonomie
Denumirea latină a acestei specii Parus cyanus a fost dată de Peter Simon Pallas în 1770, care a descoperit această specie lângă Râul Volga, Rusia (terra typica).
Pițigoiul azuriu hibridizează cu pițigoiul albastru (Cyanistes caeruleus), mai ales după ce el s-a extins spre vest în timpul invaziilor periodice (hibrizii sunt descriși ca un taxon separat, pleskii). Subspeciile din sud-centrul Asiei carruthersi, flavipectus și berezowskii sunt adesea considerate că ar fi specii separate, iar flavipectus hibridizează într-o măsură mică cu subspecia tianschanicus acolo unde arealele lor se întâlnesc în sudul Kârgâzstanului. Deosebirile genetice sau acustice între subspecii sunt mici. În plus, variațiile geografice sunt neînsemnate și predominant clinale.  Subspecia yenisseensis intergradează cu subspeciile tianschanicus și hyperrhiphaeus. 

### Subspecii și distribuție
Sunt recunoscute opt subspecii: 

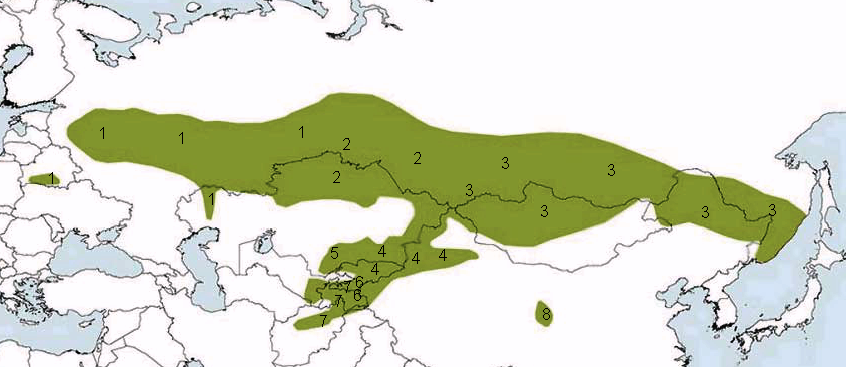
Distribuția subspeciilor
1. Cyanistes cyanus cyanus
2. Cyanistes cyanus hyperrhiphaeus
3. Cyanistes cyanus yenisseensis
4. Cyanistes cyanus tianschanicus
5. Cyanistes cyanus koktalensis
6. Cyanistes cyanus carruthersi
7. Cyanistes cyanus flavipectus
8. Cyanistes cyanus berezowskii.

- Cyanistes cyanus cyanus (Pallas, 1770) - subspecia nominată, pițigoiul azuriu - în partea sud-centrală a Bielorusiei și vestul și centrul Rusiei europene, spre est până în Uralii centrali.
- Cyanistes cyanus hyperrhiphaeus Dementiev & Heptner, 1932 - în sud-vestul Uralilor, sud-vestul Siberiei și nordul Kazahstanului.
- Cyanistes cyanus yenisseensis (Buturlin, 1911)  - în sud-centrul Siberiei, munții Altai și nordul Mongoliei,  spre est până în nord-estul Chinei (Mongolia Interioară, Heilongjiang) și Orientul Îndepărtat al Rusiei.
- Cyanistes cyanus tianschanicus Menzbier, 1884  - în munții din sud-estul Kazahstanului și cei adiacenți din Kârgâzstan (centrul și estul Tian-Șanului), spre est până în nord-vestul Chinei (nordul și vestul regiunii autonome Xinjiang).
- Cyanistes cyanus koktalensis Portenko, 1954  - în regiunile de câmpie din sud-estul Kazahstanului.
- Cyanistes cyanus carruthersi (E. J. O. Hartert, 1917)  - în Kârgâzstan și nordul Tadjikistanului (Munții Alai și vestul Pamirului).
- Cyanistes cyanus flavipectus (Severtsov, 1873)  - pițigoi cu pieptul galben - în sudul Kârgâzstanului (în estul munților Alai și vestul Tian-Șanului) spre sud până în nordul Afganistanului.
- Cyanistes cyanus berezowskii Pleske, 1893  - în nord-estul provinciei Qinghai din nord-centrul Chinei.

## Descrierea

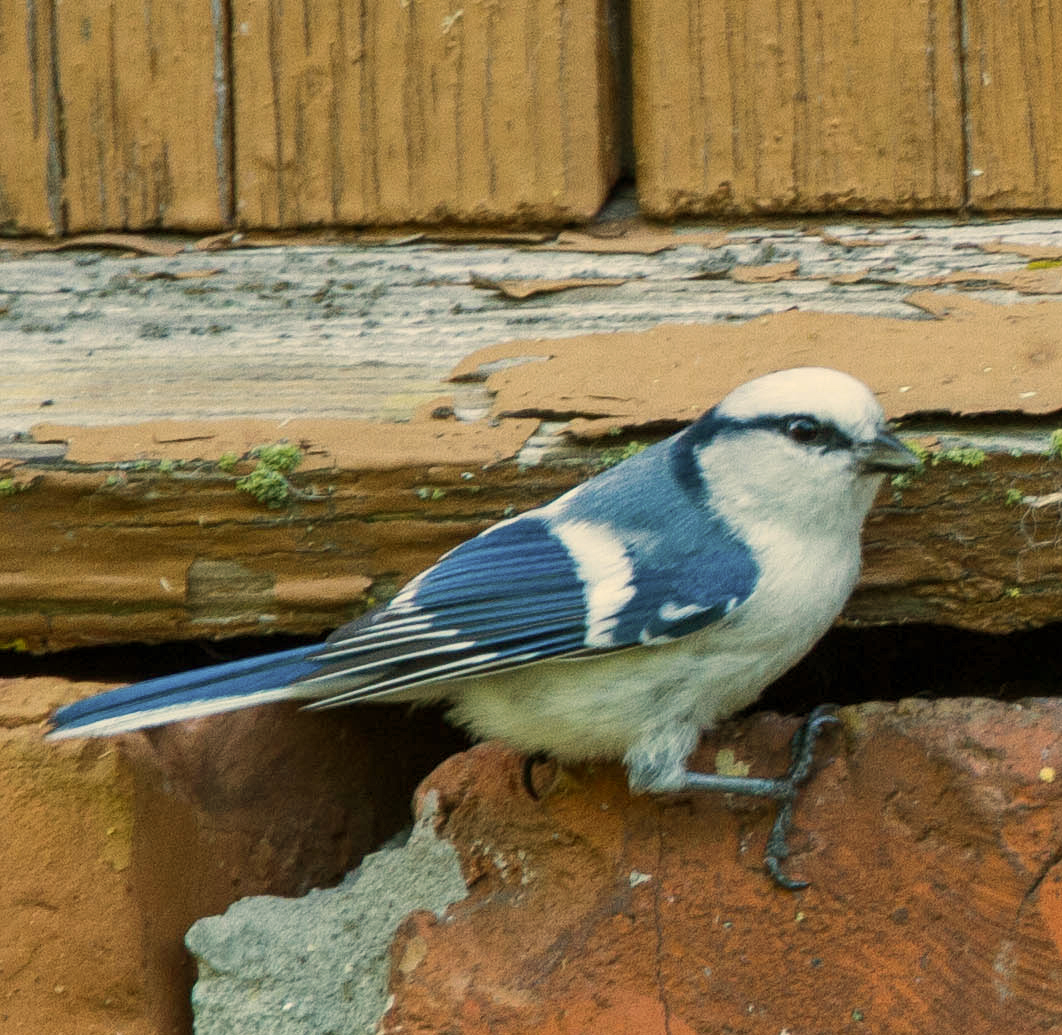
Pițigoiul azuriu

Pițigoiul azuriu seamănă cu pițigoiul albastru, însă are coada mai lungă, mult mai albicioasă, capul alb curat, cu o linie neagră peste ochi și o dungă negru-albăstruie pe ceafă, partea superioară albastru-cenușie, o dungă transversală albă lată pe aripi. Sexele sunt asemănătoare.
Pițigoiul azuriu este un pițigoi de mărime mare. Este mai mare decât pițigoiul albastru, aproape de mărimea unui pițigoi mare. Are o lungime de 13-14 cm și o greutate de 10,6-16 g.

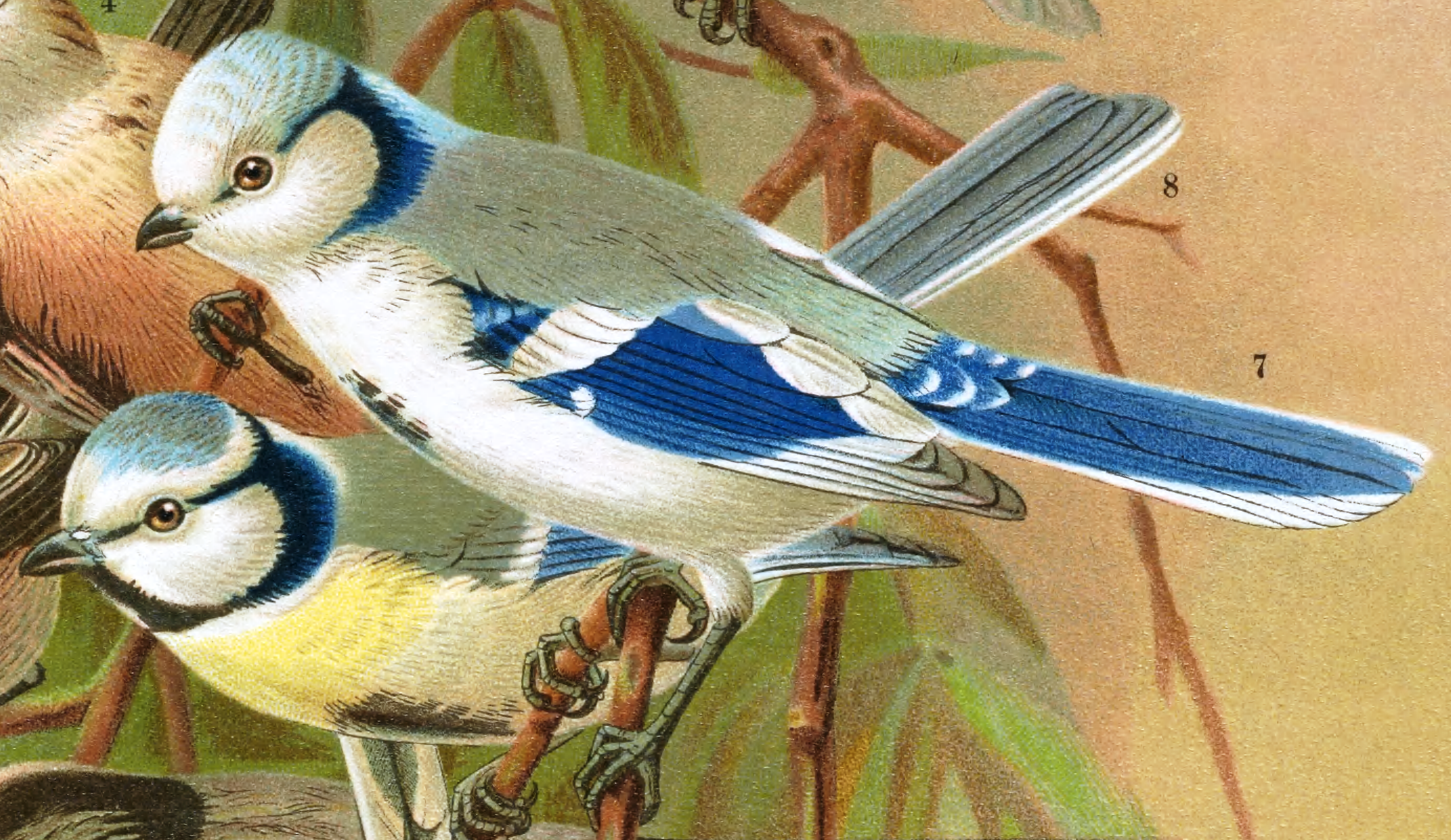
Pițigoiul azuriu (7) după Naumann (1897). În spate hibridul pleskii (8) cu piţigoiul albastru.

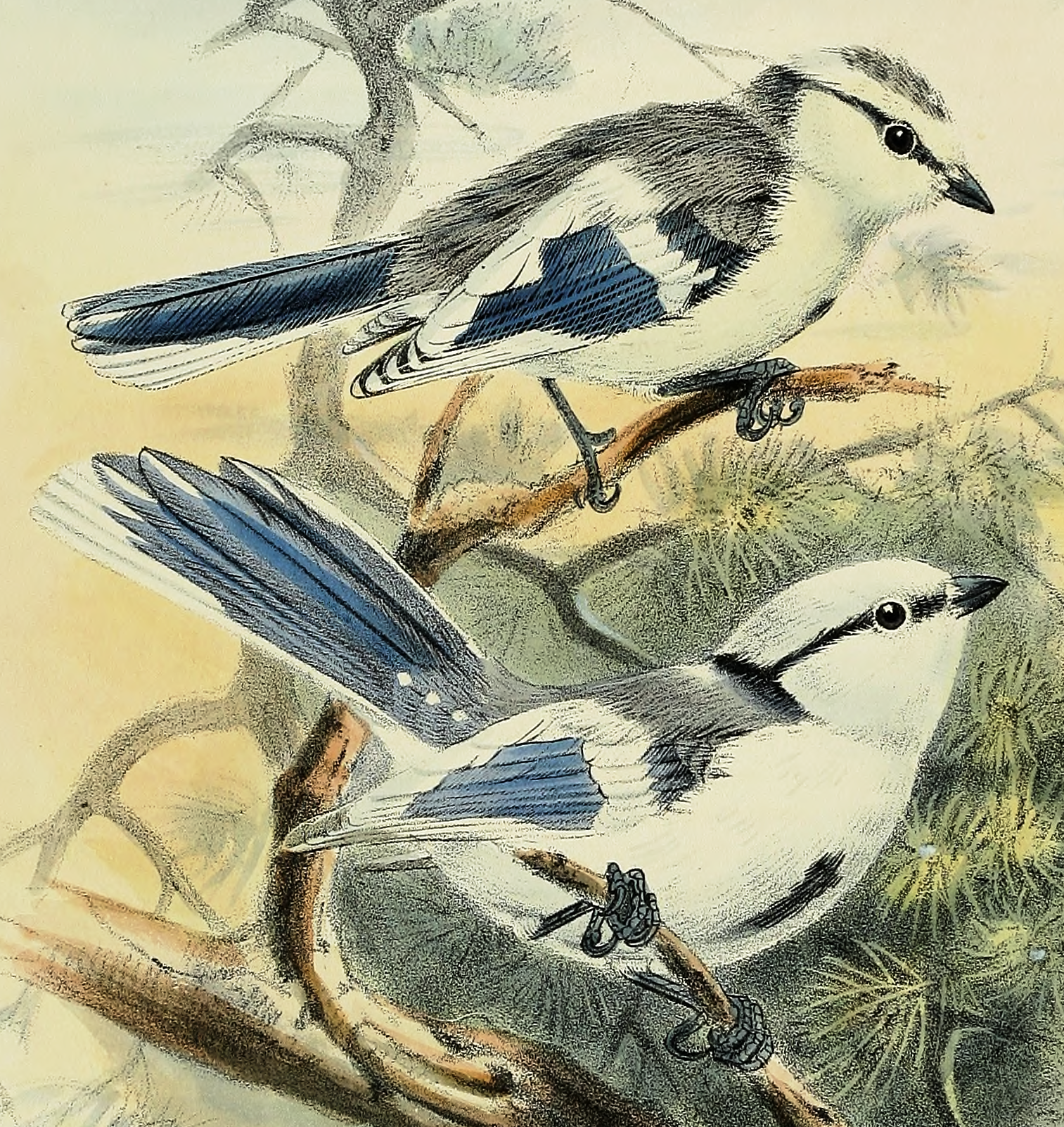
Pițigoiul azuriu după Dresser(1871-1881).

Subspecia nominată are tot capul alb-curat ca zăpada sau aproape alb cu o ușoară nuanță cenușie. O dungă (linie) îngustă neagră trece peste ochi de la rădăcina ciocului, deasupra regiunii auriculare, și se unește cu o dungă transversală lată albastru-negricioasă de pe ceafă, care apoi se întinde în jos pe partea posterioară a laturilor gâtului. Pe partea posterioară a cefei și pe mantaua superioară se află o pată nucală mare albă sau cenușiu-albicioasă, cu margini neclare. Restul părților superioare sunt în cea mai mare parte cenușiu-albăstrui deschis sau cenușiu-deschise. Târtiță albă sau albicioasă. Tectricele supracaudale albastru-închise sau albastru-azuriu închise, tivite pe vârfuri cu alb. Aripile și coadă sunt în general albastru-închise. Coadă destul de lungă de culoare albastru-închisă strălucitoare;  cele trei perechi de rectrice laterale ale cozii sunt în cea mai mare parte albe; rectricele centrale de culoare albastru-închisă, tivite lat pe vârfuri cu alb, albul de pe vârfuri descrește treptat în extindere spre cele două rectrice centrale. Tectricele supraalare albastru-negricioase, tectricele supraalare mijlocii îngust tivite albicios pe vârfuri. Jumătatea terminală a tectricelor supraalare mari este albă și formează o dungă lată transversală albă pe aripă. Alula tivită îngust cu alb. Remigele secundare și primare cenușiu-închise, marginile steagului extern albăstrui-închis, iar vârfurile tivite lat cu alb, albul ocupă cea mai mare parte a jumătății terminale a steagului extern al remigelor primare externe și descrește treptat în extindere până când albul ocupă numai vârfurile remigelor secundare. Remigele terțiare albastru-închise, tivite lat pe vârfuri cu alb, remigele terțiare superioare în cea mai mare parte sunt albe. Marginea inferioară a penelor scapulare albicioasă. Obrajii, bărbia, partea inferioară a gâtului și părțile inferioare ale corpului sunt aproape în întregime albe, cu excepția unei linii albastru-negricioase scurte și foarte înguste din centrul abdomenului (adesea parțial sau complet ascunsă de vârfurile albe ale penelor) și a unei slabe nuanțe cenușii pe flancuri. Tectricele axilare și subalare albe. Irisul brun sau brun închis. Ciocul scurt negricios sau cenușiu-închis, cu tăișurile mai deschise. Picioarele cenușii sau albastru-cenușiu (cenușiu-plumburii) sau albastru-ardezii. În penajul uzat, bazele mai cenușii ale penelor sunt uneori vizibile pe față și partea inferioară a gâtului, marginile și vârfurile albe ale remigelor aripilor și rectricelor cozii sunt erodate și linia întunecată din centrul abdomenului este mai evidentă.

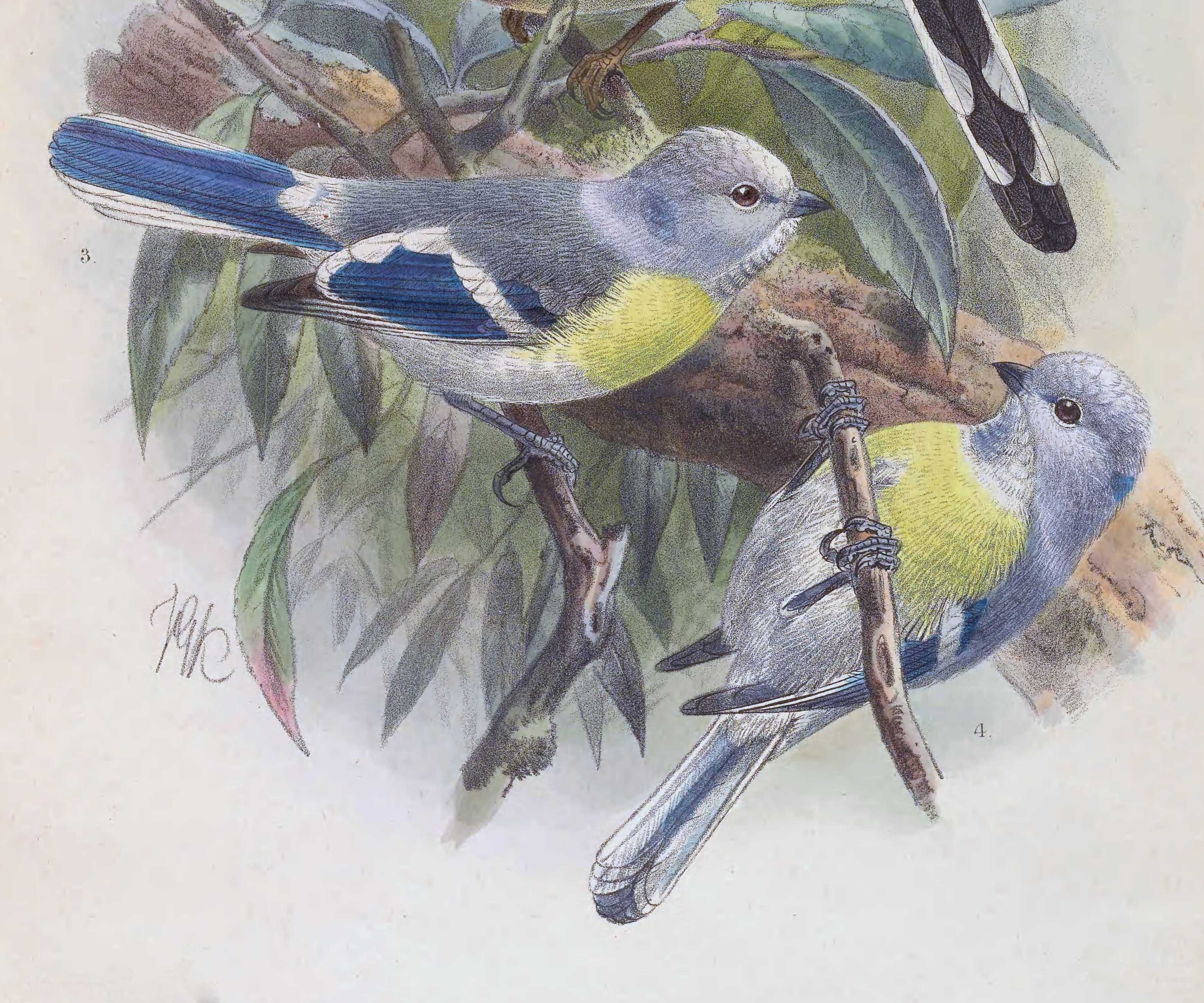
Subspecia Cyanistes cyanus berezowskii

Dombrowski descrie pasăre adultă astfel "partea superioară a capului alb-curată; o bandă care se întinde dela rădăcina ciocului peste ochi până spre ceafă, albastru-negricioasă; peste cerbice, de ambele părți, până la regiunea auriculară, o bandă lată azur-albăstruie până la albastru-negricios. Restul părții superioare albastru-cenușiu, cu o pată clară pe cerbice, de un alb-palid. Tectricele supracodale albastru-azuriu închise, cu marginile dela vârf albe. Obrajii, laturile gâtului și întreaga parte de desubt, alb-curat; pe mijlocul părții inferioare a corpului, bandă alungită albastru-negricioasă. Ciocul negru-corniu, cu tăișurile mai deschise. Picioarele vânăt-deschis murdare. Irisul brun închis."
Juvenilul este asemănător cu adultul, dar are creștetul cenușiu-deschis, dunga de peste ochi adesea mai îngustă sau indistinctă, pata de pe ceafă mai cenușie și nu se extinde pe laturile gâtului, părțile superioare (inclusiv tectricele alare) puțin mai cenușii, rectricele cozii ascuțite la vârfuri, părțile inferioare cu o nuanță alb-gălbuie sau gălbuie, linia întunecată de pe abdomen adesea absentă.
Subspeciile diferă în principal după nuanța culorii, atât pe partea superioară cât și pe cea inferioară:
- subspecia hyperrhiphaeus este asemănătoare cu subspecia nominată, dar este mai deschisă la culoare, părțile superioare sunt cenușiu-albăstrui deschise, târtița albicioasă, albul este mai extins pe rectricele laterale ale cozii, pe tectricele supraalare mari și pe remigele terțiare;
- subspecia koktalensis are ciocul mai mare sau mai gros și culoare penajului este intermediar între subspecia nominată și subspecia hyperrhiphaeus;
- subspecia tianschanicus este asemănătoare cu subspecia nominată, dar creștetul până la ceafă este cenușiu-deschis (partea posterioară a creștetului uneori cu o nuanță cenușiu-liliachie), părțile superioare ușor mai cenușiu-închise, mai puțin alb pe rectricele laterale ale cozii, tectricele supraalare mari și remigele terțiare, părțile inferioare mai puțin albe, cu flancurile cenușii, variabile, în vestul Tian-Șanului părțile superioare mai albastru-deschise;  juvenilul are creștetul până la ceafă mai cenușiu și părțile inferioare cu o nuanță mai evident galben-deschisă; păsările din estul Kazahstanului, spre est până în sud-estul Rusiei sunt intermediare între subspecia tianschanicus și subspecia yenisseensis;

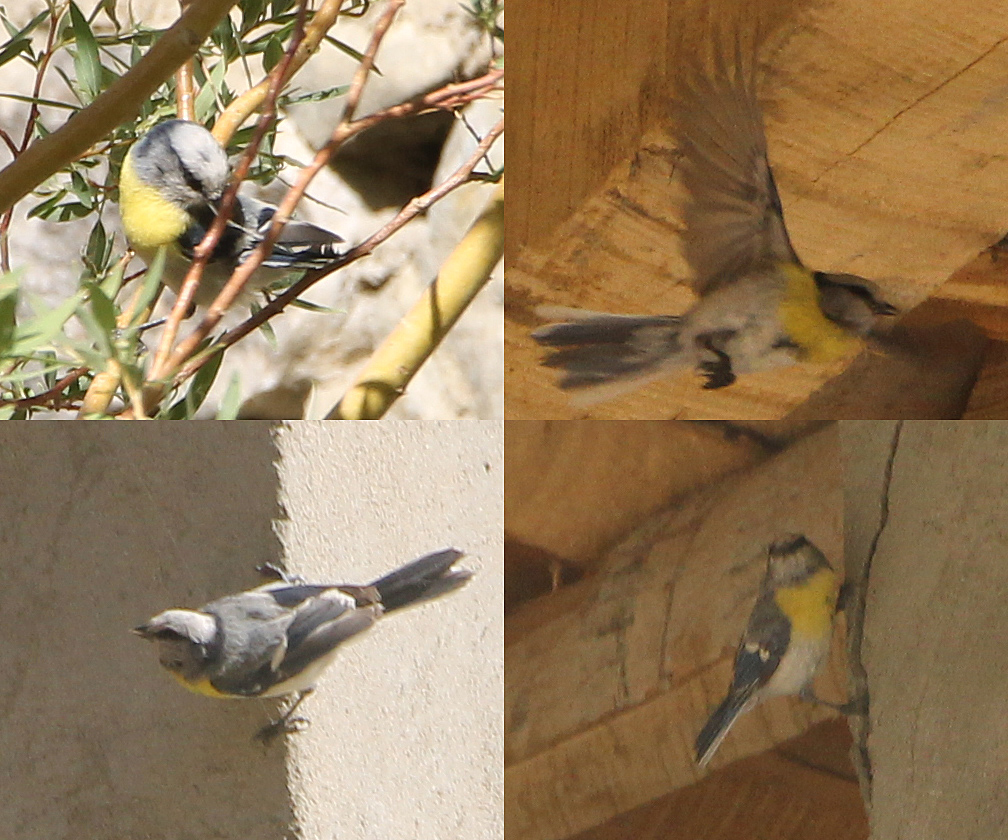
Pițigoiul cu pieptul galben (Cyanistes cyanus flavipectus).

- subspecia yenisseensis este asemănătoare cu subspecia tianschanicus, dar are un colorit ușor mai deshis, creștetul cenușiu-deschis, restul capului alb-murdar, părțile superioare mai cenușiu-deschise cu o nuanță albăstruie, juvenilul uneori cu o nuanță galben-deschisă pe piept și abdomen;
- la subspecia flavipectus masculul are capul și fața puțin mai cenușii, pata nucală albicioasă, dungă care coboară de la ceafă spre laturile gâtului este mai îngustă, coada este asemănătoare cu cea a subspeciei nominate, dar culoarea indigo-albastră este mai extinsă și vârfurile albe ale rectricelor mijlocii sunt mai mici, bărbie și partea inferioară a gâtului cu o nuanță cenușie, pieptul până la partea superioară a flancurilor galben viu ca lămâia, o linie negricioasă îngustă trece prin centrul părții inferioare a pieptului și abdomenului; femela asemănătoare cu masculul, dar are creștetul mai cenușiu și părțile superioare mai palide, galbenul de pe piept mai deschis și linia ventrală este cenușie sau absentă;
- subspecia carruthersi este asemănătoare cu subspecia flavipectus, dar capul până la partea inferioară a gâtului este mai cenușiu și aproape uniform cu părțile superioare, nu are o pată nucală albă, mai puțin alb pe marginile și vârfurile rectricelor cozii, dunga de pe piept puțin mai galben-închisă, abdomenul cu o nuanță cenușie;
- subspecia berezowskii este asemănătoare cu subspecia flavipectus, dar mai deschisă la culoare pe cap și față, nu are o dungă întunecată peste ochi, dunga ce coboară de pe ceafă spre laturile gâtului este mai îngustă, părțile superioare sunt cenușiu spălăcite, pieptul mai galben-deschis.

## Năpârlirea
Năpârlirea postnupțială a adulților este completă și are loc o dată pe an, de la sfârșitul lunii iunie până la sfârșitul lunii august, mai intens în iulie. Începe cu înlocuirea penelor mici ale capului și gâtului, după care se înlocuiesc penele mari (remigele și rectricele).
Năpârlirea postjuvenilă a păsărilor tinere este incompletă (se schimbă numai penele mici) și are loc toamna în primul an de viață, din iulie până în septembrie, mai intens în august.

## Glasul
Vocea pițigoiului albastru este foarte asemănătoare cu vocea pițigoiului albastru (Cyanistes caeruleus). Strigătele de contact includ un "tirr" domol și adesea nedeslușit sau "țițiți", "tirr tirr, țirr-rirr" sau "țirrup"; un "sit" sau "suip" subțire sau o serie de "ți-ți-ți t-t-t-t-t-t" gângăvite, de tonalitate înaltă, și cu variații de note similare, de ex. "ții-ții-ții, ții-ții-ții" sau "ții ții cirrrr ci-ci-ci, ții ții cirrrr ci-ci-c" sau "ții ții ci-ci-ci ceuiz ci-ci-ci ceuiz" mai prelungite și alte strigăte asemănătoare, precum și un "tidditddi-iu, tidditddi-iu, tidditddi-iu" rapid și "cer-pinc, cer-pinc, cer-pinc"mai vioi. Strigătul de alarmă "cerrr" sau "cir-r-r-r-r-it" certăreț.
Cântecul este destul de variabil, dar include un tril descendent sonor, "tii-ți-dji-daa-daa-daa-daa", și un "țin-ți-vi", "tii-tii-tii-ciup-ciup" și "tuui-tii, tuui-tii, tuui-tii" rapid repetate, de asemenea, o serie mai lungă și mai variată care include mai multe note muzicale introduse cu o notă mai înaltă, "ții-ții ci-ci-ci, ceuii, ci-ci-ci, ceuii".
Subspeciile flavipectus, carruthersi și berezowskii au strigăte și cântece distinctive, inclusiv un "cinc-cit-it cinc" rapid și "trrrrit" certăreț puternic (de multe ori ca un "prrrrrret" bâzâitor) care poate fi precedat de un "ci-ci-ci…" sau "ți-tip-i-trrrrrrit" de tonalitate înaltă, de asemenea, un "ciddle-ciddle-ciddle" tânguitor (adesea emis în triluri) și un "cidut cidut țiu-țiu, cidut cidut țiu-țiu ții-ții" sonor sau ca de clopot sau amestecat cu alte fraze, de ex. "ți cidit ciddle-ii…", sau un tril scurt "ti-di-didi"  sau mai prelungit "tidididididididi".

## Habitatul

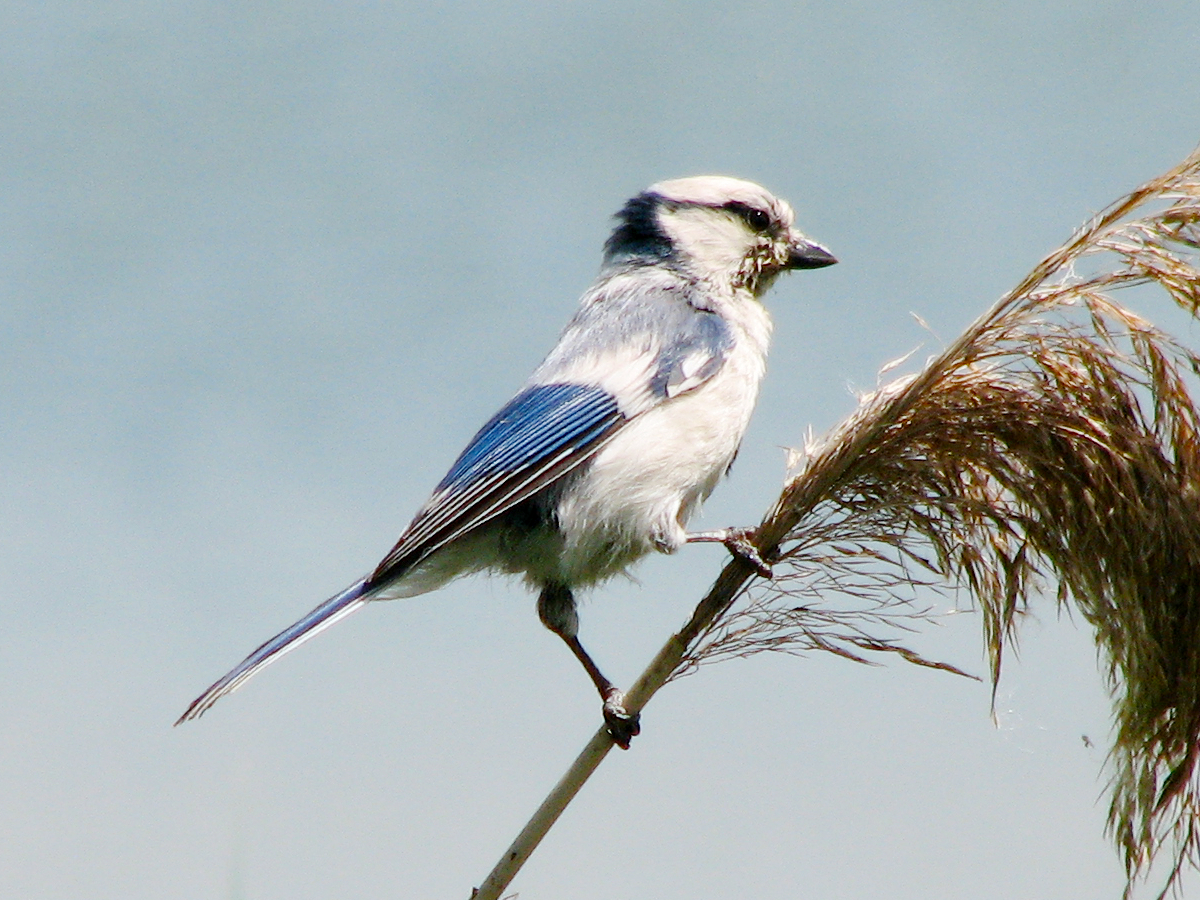
Pițigoiul azuriu în stufăriș

Trăiește în pădurile de foioase și mixte de câmpie cu arbori rari și subarboret, mai ales în apropierea apelor, de asemenea, în pădurile mici cu plop de Eufrat (Populus euphratica), în pădurile din mlaștini, în desișurile riverane de salcie (Salix), în tamariscă (Tamarix) din oazele semideșertice,  în mesteacăn (Betula) sau plop (Populus), dar și în copacii de-a lungul șanțurilor de la marginile terenurilor agricole, din livezi, de la marginile mlaștinilor și în zone acoperite cu tufișuri sau arbuști. 
În mai multe zone montane cuibărește în pădurile de mesteacăn cu desișuri de salcie și zadă (Larix) și în desișuri de molid (Picea) sau de ienupăr (Juniperus). Subspeciile din centrul Asiei se întâlnesc în pădurile montane de foioase și mixte și în pădurile bătrâne din văi și în tufișurile de salcie. În Siberia se întâlnește până la 1800 m altitudine și la 2500 m în Tian-Șan.
În afara sezonului de reproducere se întâlnește în habitate similare, dar mai des de-a lungul marginilor pădurilor, în desișuri, în zonele semideșertice, în tufișurile de arbuști de pe malurile apelor și în stufărișuri; în Tadjikistan se întâlnește în grădinile de câmpie între sfârșitul lui august și martie.

## Hrana
În sezonul de reproducere (primăvara și vara) hrana pițigoiului azuriu este formată din nevertebrate mici: ouă și larve de hemiptere (Hemiptera), inclusiv afide (Aphidoidea), dar și de molii și fluturi (Lepidoptera), din neuroptere (Neuroptera), leii furnicilor (Myrmeleonidae), lăcuste (Orthoptera), muște (Diptera), albine, viespi și furnici (Hymenoptera), gândaci (Coleoptera), păianjeni (Araneae). Toamna și iarna consumă de asemenea semințe și unele fructe, inclusiv de molid (Picea), mesteacăn (Betula), cătina albă (Hippophae), măcieș (Rosa) și arbust de sărătură (Halimodendron). Puii din cuib sunt hrăniți mai ales cu omizi de fluture.
Caută hrana în toate etajele copacilor, de obicei în frunzișuri dese, frecvent în coronament și subarboret, dar și pe pământ. Culege mâncarea din substratul vegetal, rupe sau crapă tulpinile plantelor (de ex., a umbeliferelor) pentru a ajunge la larvele care hibernează; uneori urmărește insectele în zbor.

## Comportamentul
Pițigoiul azuriu este foarte activ, cu mișcări destul de sprintene și rapide, se cațără cu ușurință pe tulpini vericale și pe stuf, de obicei împingându-se cu coada și aripile. De multe ori este greu de găsit, deoarece stă mult timp ascuns în tufișuri sau în stufărișuri. Are zborul rapid, drept, iar pe distanțe mai mari este ondulat.
De obicei se întâlnește în perechi în sezonul de reproducere și în grupuri mici sau grupuri familiale la sfârșitul verii și toamna. În afara sezonului de reproducere (iarna), este întâlnit singur sau uneori (subspecia flavipectus) în cârduri de până la 15 indivizi, de asemenea în căutarea hranei formează cârduri mixte cu alte specii, inclusiv cu alți pițigoi, pitulici (Phylloscopus) și aușei cu cap galben (Regulus regulus).

## Reproducerea

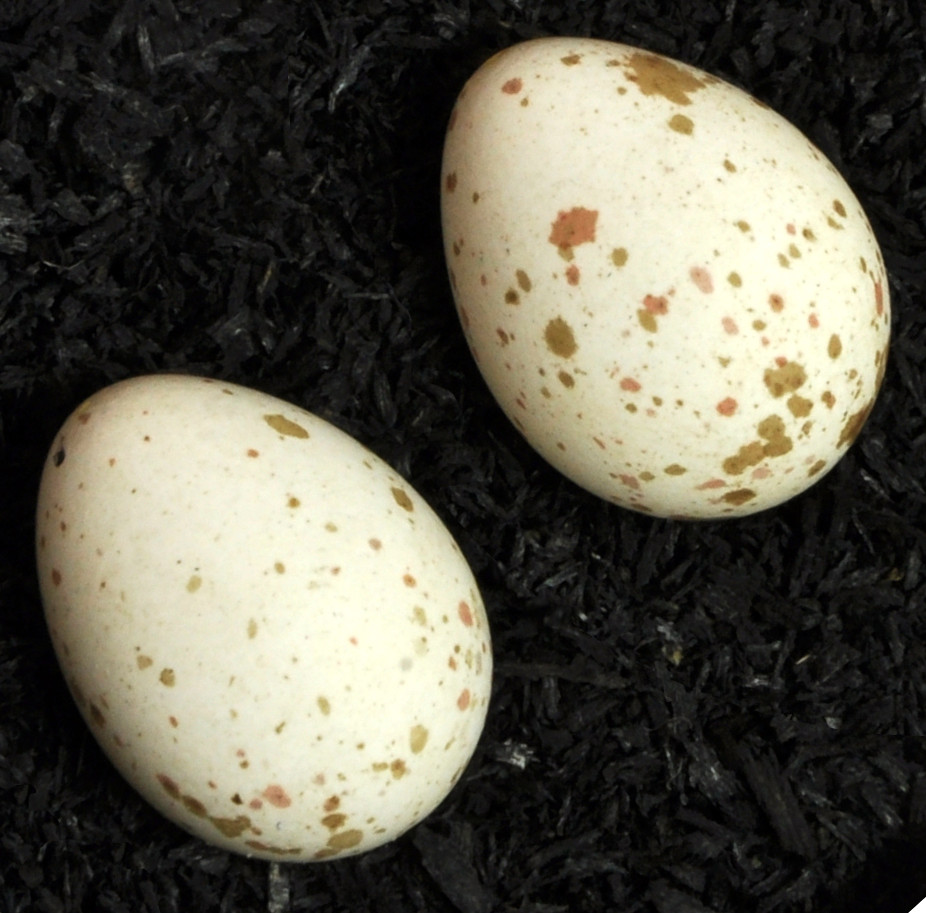
Ouăle pițigoiului azuriu

Este o specie monogamă, teritorială. Formarea perechilor are loc la sfârșitul iernii. În timpul paradei nupțiale masculul zboară planând încet de la o ramură la alta, bate tremurător din aripi, scoate strigăte de chemare, oferă timp îndelungat hrană femelei în mod ritual. 
Cuibul în formă de cupă este construit de femelă, el este făcut mai ales din iarbă uscată, mușchi, puf de plante, păr de animale și lână. Cuibul este amplasat la 2-4 m de la pământ într-o scorbură sau o cavitate a unui copac, uneori într-o cavitate din stânci sau într-o gaură dintr-o construcție, uneori într-o gaură dintr-un stâlp (inclusiv în stâlpii de iluminat străzile din oraș).
Sezonul de reproducere are loc în aprilie - iunie. Ponta constă din 7-11 ouă. Incubația este asigurată numai de către femelă și durează 13-14 zile. Puii sunt hrăniți de ambii părinți, ei părăsesc cuibului la circa 16 zile de la eclozare. 
Într-un studiu din Kazahstan din 76 de ouă depuse (din 12 ponte), 28  au eclozat și 26 de pui au părăsit cuibul; din ouăle rămase, 17 (din 3 ponte) au fost abandonate, 14 au fost infertile și 17 au fost pierdute din cauza prădării, în principal din cauza pârșului cu coadă stufoasă (Dryomys nitedula). 

## Deplasări sezoniere

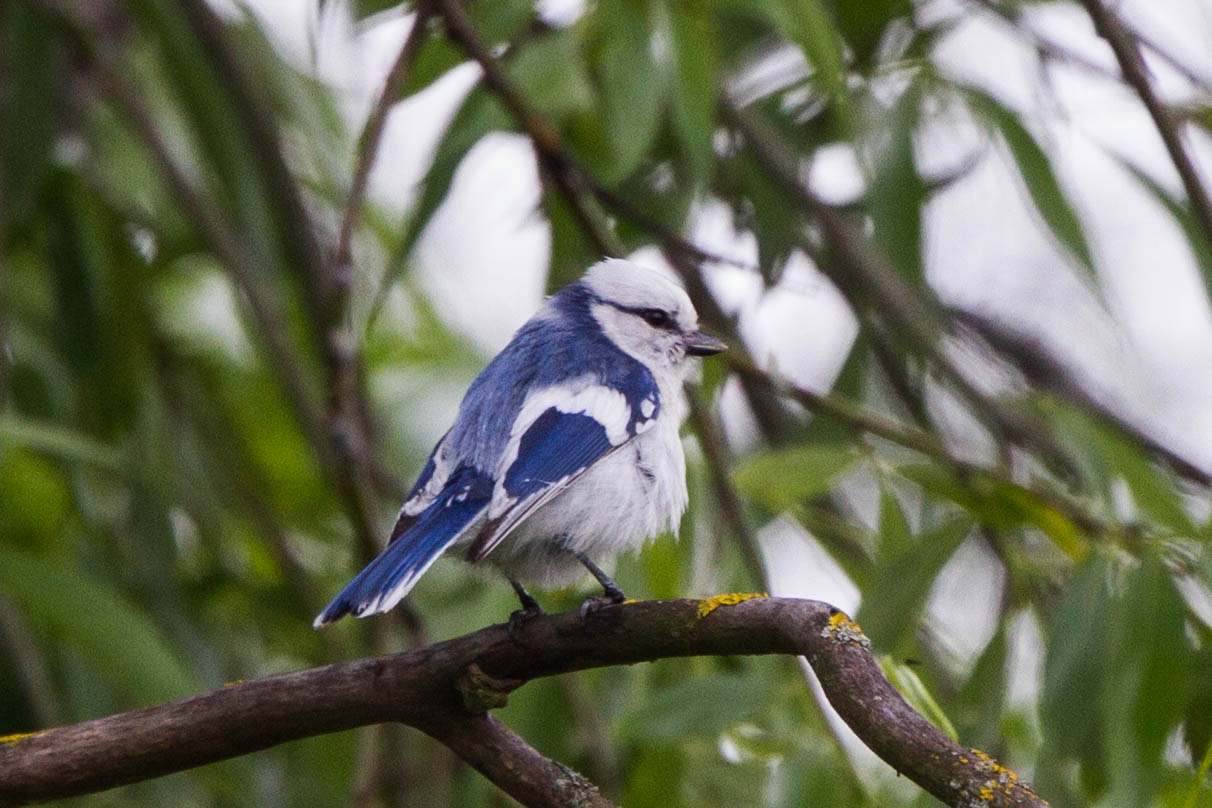
Pițigoiul azuriu

Pițigoiul azuriu este în general o specie sedentară, dar populațiile montane coboară la înălțimi mai joase toamna și iarna; de asemenea periodic au loc invazii a populațiilor. Populațiile din câmpie sunt în cea mai mare parte sedentare, cârdurile de iarnă hoinăresc pe distanțe scurte în locurile de cuibărit. Populațiile din Tian-Șan, Altai și munții Kunlun în perioada post-reproductivă coboară la dealurile mai joase și câmpiile învecinate din centrul Asiei, nord-vestul Chinei și Mongolia (în număr mare toamna și primăvara lângă Ulan Bator, rar iarna). Deplasări mai mari au loc periodic în septembrie și octombrie, sute sau mii de indivizi se îndreaptă mai ales spre sud-vest în căutare hranei și se reîntorc în aprilie.
În ani foarte severi, uneori peste 18.000 de indivizi se deplasează spre sud în septembrie în decurs de zece zile și adesea continuă să se deplasează spre sud și vest de la arealul de cuibărit, ceea ce poate duce la colonizarea temporară a zonelor unde se mută. Cea mai mare invazie a avut loc la sfârșitul anilor 1880, când au fost colonizate unele regiuni din Rusia Europeană, iar cele mai recente invazii (însă pe o scară mult mai mică) au fost între 1961 și 1979, ceea ce a dus la faptul că au fost înregistrate cuibăriri în Finlanda, în 1973. În anii când au loc invazii spre vest pițigoiul azuriu hibridizează frecvent cu pițigoiul albastru (Cyanistes caeruleus).
Apare accidental în timpul vagabondajului în cea mai mare parte a Europei de Est, din Estonia spre sud până în Ucraina, de asemenea în Suedia, Danemarca, Germania, Austria și Franța, dar și în nordul Pakistanului și Japonia. Subspecia flavipectus apare accidental în Iran.
În România pițigoiul azuriu a fost semnalat o singură dată ca apariție accidentală în iarna anului 1899 de către Dombrowski, dar pasărea nu a fost colectată. Dombrowski scrie despre aceasta "Eu am observat la 20 Octomvrie 1899 un exemplar lângă Comana, jud. Vlașca, dela mică distanță; din păcate însă nu aveam arma la îndemână și astfel mi-a scăpat acest unic exemplar doveditor pentru România."

## Statutul și conservarea

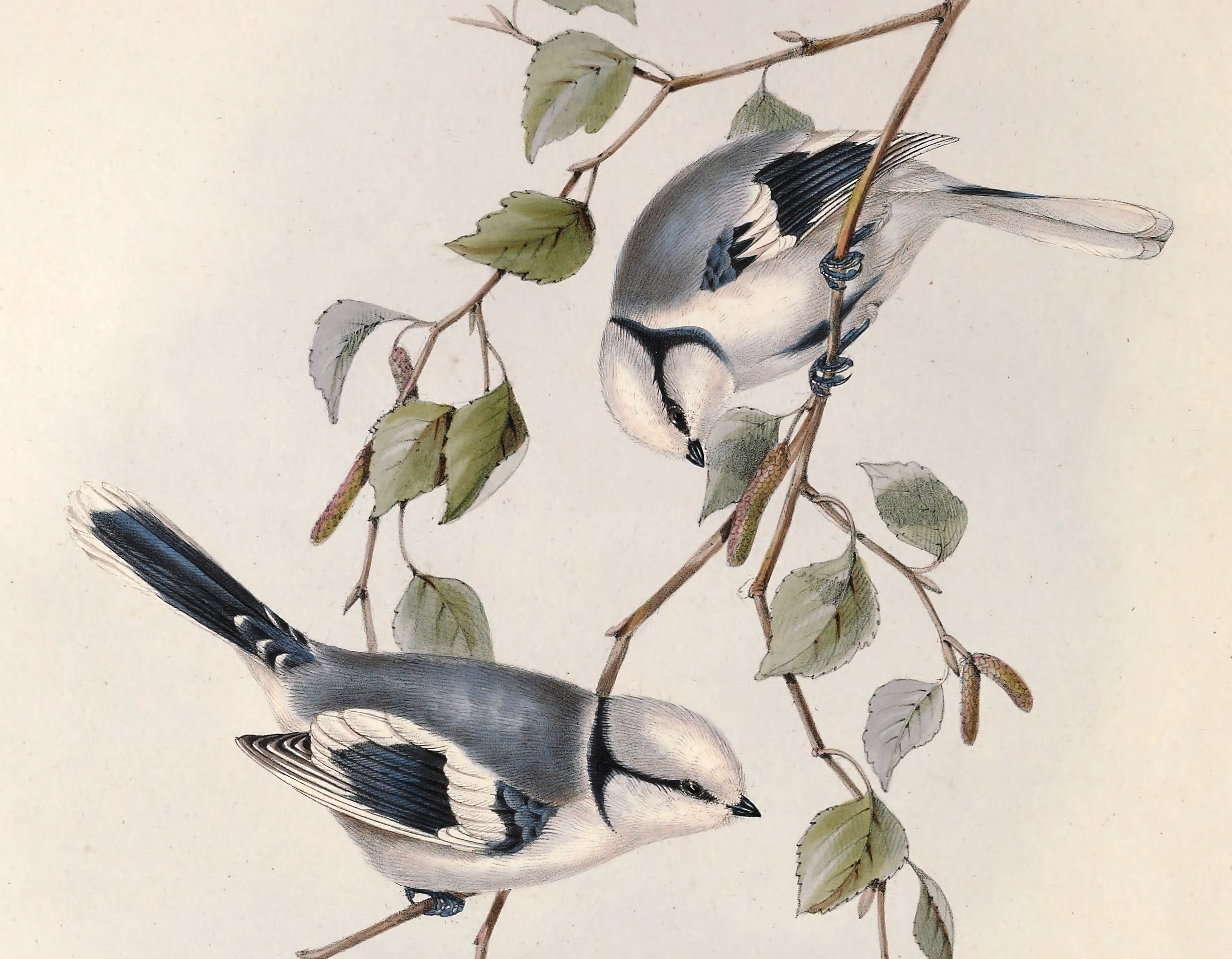
Pițigoiul azuriu după John Gould (1837).

Specia nu este amenințată cu dispariția la nivel global (LC după criteriile IUCN).
În unele locuri este comună, în alte locuri rară. În unele zone, de ex. din centrul Rusiei, este foarte numeroasă, dar în general rară de-a lungul hotarului vestic al arealului (la vest de Volga) și în China (cu excepția nord-vestului); în centrul Siberiei este rară de-a lungul fluviului Enisei. Subspeciile din centrul Asiei flavipectus și carruthersi sunt rare și localizate. Subspecia berezowskii este rară și puțin cunoscută, și se pare că nu au mai fost înregistrată de la data de când a fost colectate întâia oară, în anii 1880.
Populația europeană este estimată la 3.900-15.800 perechi cuibăritoare, ceea ce echivalează cu 7.800-31.700 de indivizi maturi. Europa formează aproximativ 35% din arealul global, astfel încât o estimare preliminară a dimensiunii populației globale este de 22.300-90.600 de indivizi maturi, însă este necesară validarea ulterioară a acestei estimări. Majoritatea populației cuibăritoare din Europa se află în Rusia (3.500-15.000 perechi), circa 600 de perechi în Bielorusia; 1-2 perechi au cuibărit în Finlanda. În Europa, dimensiunea populației este estimată că va scadea cu cel puțin 25% în 12,6 ani (trei generații).
Nu există date reale privind densitățile populațiilor; au fost înregistrați 2-11 indivizi/km² în timpul perioadei de reproducere într-o pădure de mesteacăn și plop tremurător din vestul Siberiei.
Populația europeană estimată de perechi cuibăritoare.
| Țara              | Populația estimată (perechi cuibăritoare) | Anul estimării |
| ----------------- | ----------------------------------------- | -------------- |
| Bielorusia        | 400-800                                   | 2001-2012      |
| Rusia             | 3.500-15.000                              | 2000-2004      |
| Ucraina           | 0-30                                      | 2000           |
| Uniunea Europeană | 0                                         |                |
| Europa            | 3.900-15.800                              |                |